# Вудбајн (Канзас)
Вудбајн (енгл. Woodbine) град је у америчкој савезној држави Канзас.

## Демографија
По попису из 2010. године број становника је 170, што је 37 (-17,9%) становника мање него 2000. године.
| Група             | 2000.       | 2010.       |
| Белци             | 200 (96,6%) | 143 (84,1%) |
| Афроамериканци    | 0 (0,0%)    | 4 (2,4%)    |
| Азијати           | 0 (0,0%)    | 0 (0,0%)    |
| Хиспаноамериканци | 2 (1,0%)    | 19 (11,2%)  |
| Укупно            | 207         | 170         |